# Szuha-patak (Aggteleki-karszt)
A Borsod-Abaúj-Zemplén vármegyei Szuha-patak a Sajó egyik bal oldali mellékfolyása, amely az Aggteleki-karszton ered és Kazincbarcikánál torkollik a Sajó folyóba.

## Nevének etimológiája
Neve szláv eredetű, jelentése száraz, azaz nyaranta kiszáradó vízfolyás.

## Érintett települések
Szuhafőnél ered, majd délkeleti irányba folyva érinti Zádorfalvát, Alsószuhát, Dövényt, Felsőnyárádot. Felsőnyárádnál felveszi a Csörgős-patak (17,1 km; 67,2 km2) vizét, tartva továbbra is az eredeti irányát. Kurityán és Izsófalva után Szuhakállónál eléri a Sajó völgyét, és mesterséges mederben déli irányba fordulva. Múcsony nyugati részét érintve ömlik a Sajóba Kazincbarcikánál. Az eredeti meder Múcsonytól délre haladt, és Sajószentpéter határában érte el a Sajót.
Szuhafőtől Zádorfalváig a 26 102-es út, onnan tovább egészen Múcsonyig a 2605-ös út kíséri.

## Flórája
A patak mentén égerligetek (Alnus) fordulnak elő. Az itt előforduló növényfajok a következők: szálkás pajzsika (Dryopteris carthusiana (Vill.) H. P. Fuchs), nagy pacsirtafű (Polygala major Jacq.),bánsági borgyökér (Oenanthe banatica Heuff.), Szent László-tárnics (Gentiana cruciata L.), nagyvirágú gyíkfű (Prunella grandiflora (L.) Scholler), sárga szádorgó (Orobanche lutea Baumg.), keserű kakukktorma (Cardamine amara L.), ikrás fogasír (Cardamine glandulifera O. Schwartz.), bogláros szellőrózsa (Anemone ranunculoides L.), farkasszőlő (Paris quadrifolia L.), nyugati csillagvirág (Scilla drunensis Speta), keskenylevelű aggófű (Senecio erucifolius L.) vagy másik nevén (Jacobaea erucifolia), búzavirág (Centaurea indurata Janka), turbánliliom (Lilium martagon L.), nyugati csillagvirág (Scilla drunensis Speta), fehér madársisak (Cephalanthera damasonium (Mill.) Druce),
Helyenként Magyarországon csak itt előforduló növényfajok is megtelepedtek, mint például Szuhafőtől északra, a patak mentén, ahol megtelepedett a bókoló gyömbérgyökér, agy más néven patakparti gyömbérgyökér (Geum rivale L. A).